# جون آدم (لاعب دوري الرغبي)
جون آدم (بالإنجليزية: John Adam)‏ هو لاعب دوري الرغبي أسترالي، ولد في 22 أكتوبر 1956 في سيدني في أستراليا.